# بیشنارات
بیشنارات (انگلیسی: Bishnarat) یک شهرک در شهرستان دیورتیورلینسکی در استان باشقیرستان کشور روسیه است.